# Đinh Gia Quế
Đinh Gia Quế (1825-1885) là thủ lĩnh tối cao đầu tiên nghĩa quân Bãi Sậy, một phong trào chống pháp cuối thế kỷ XIX. Đương thời, ông tự xưng giữ chức Đổng quân vụ, nên còn được gọi là Đổng Quế.

## Thân thế
Ông sinh ngày 1 tháng 11 năm Ất Dậu (tức 10 tháng 12 năm 1825), quê quán tại làng Nghiêm Xá, phủ Thường Tín, tỉnh Hà Nội (nay thuộc xã Nghiêm Xuyên, huyện Thường Tín, thành phố Hà Nội).
Thời trẻ, Đinh Gia Quế theo Nho học, qua được khảo hạch đỗ Khóa sinh. Tuy nhiên sau đó ông chuyển đến làng Thọ Bình, tổng Bình Dân, huyện Đông Yên, phủ Khoái Châu (nay thuộc xã Tân Dân, huyện Khoái Châu, tỉnh Hưng Yên làm nghề dạy học. Do có uy tín trong vùng, ông được triều đình ban chức Chánh tổng rồi thăng lên Chánh tuần huyện Đông Yên, phủ Khoái Châu.

## Khởi nghĩa chống Pháp
Năm 1873, lấy cớ bảo hộ thông thương, quân Pháp nổ súng đánh phá Bắc Kỳ. Đầu năm 1882, quân Pháp hạ thành Hà Nội lần thứ hai, sau đó mở rộng chiếm Phủ Lý, Gia Lâm, Hoài Đức, hạ thành Nam Định. Ngày 28 tháng 3 năm 1883, quân Pháp cử một toán quân nhỏ đến thị uy trước thành Hưng Yên. Quan quân nhà Nguyễn kinh hoảng bỏ chạy, bỏ lại thành cho quân Pháp chiếm mà không tốn một viên đạn.
Quá phẫn nộ trước hành động hèn nhát của quan quân triều đình, Đinh Gia Quế bỏ quan về quê chiêu mộ nghĩa quân, phất cờ khởi nghĩa chống quân Pháp xâm lược. Với sự trợ giúp của danh sĩ Nguyễn Đình Mai, để có danh nghĩa và gây dựng thanh thế, ông tự xưng là Đổng quân vụ, dựng cờ nghĩa màu đỏ thêu 8 chữ "Nam đạo Cần Vương - Bình Tây phạt tội".

## Gia đình
- Thân phụ: Đinh Quý Công, hiệu Gia Phúc
- Thân mẫu: Nguyễn Thị Bách
- Chính thất: Nguyễn Thị Duyên
- Kế thất: Nguyễn Thị Hường và Nguyễn Thị Thao
- Con trai: Đinh Văn Vĩnh
- Con gái: Đinh Thị Duyên và Đinh Thị Hằng